# Greatest Hits: The Atlantic Years
Greatest Hits: The Atlantic Years è un album discografico di raccolta del gruppo musicale statunitense P.O.D., pubblicato il 24 novembre 2006.

## Tracce
1. Southtown – 4:08
2. Boom – 3:07
3. Going in Blind – 4:28
4. Roots in Stereo – 4:43
5. Alive – 3:23
6. Youth of the Nation – 4:18
7. Sleeping Awake – 3:24
8. Rock the Party (Off the Hook) – 3:27
9. Lights Out – 2:46
10. Goodbye for Now – 4:33
11. Execute the Sounds – 3:01
12. Will You – 3:47
13. Truly Amazing – 3:03
14. Satellite – 3:32
15. Set Your Eyes to Zion – 4:07
16. Here We Go – 3:28
17. If It Wasn't for You – 3:38